# Hart Island (New York)
A Hart Island kis sziget Bronx (New York City) észak-keleti csücskénél, megközelítőleg 1.6 km hosszú és 0.53 km széles. Az különböző családok magántulajdonában levő sziget 1864-től vált közterületté, katonai gyakorlótérként, katonai börtönként használták, karantén területként szolgált az 1870-es sárgaláz-járvány idején. A 19. század végén elmekórház, fertőzőbetegek elkülönítésére szolgáló intézmények, javítóintézet működött területén. Az 1920-as években elsődlegesen a Harlem afroamerikai lakosai számára próbált egy befektető szórakozóhelyeket, vidámparkot építeni, „negro Coney Island” névvel illették, de a város a börtönök közelsége miatt leállította. A II. világháború kezdetétől az USA katonai célokra használta, 1956-tól Nike Ajax rakétákat helyeztek el a szigeten, 1974-ben számolták fel a földalatti rakétatárolókat.
1869 óta a sziget északi harmadában temető van, részben szegények köztemetője, névtelen tömegsírokkal. 1958-as adatok szerint több mint 500 000 eltemetett-tel. 1985-től AIDS-ben elhunytakat is temettek ide, a covid-19 járvány kezdetekor New York városa a szigetet jelölte ki 2020 márciusában a növekvő esetszám miatt szükséges esetleges sírok számára.

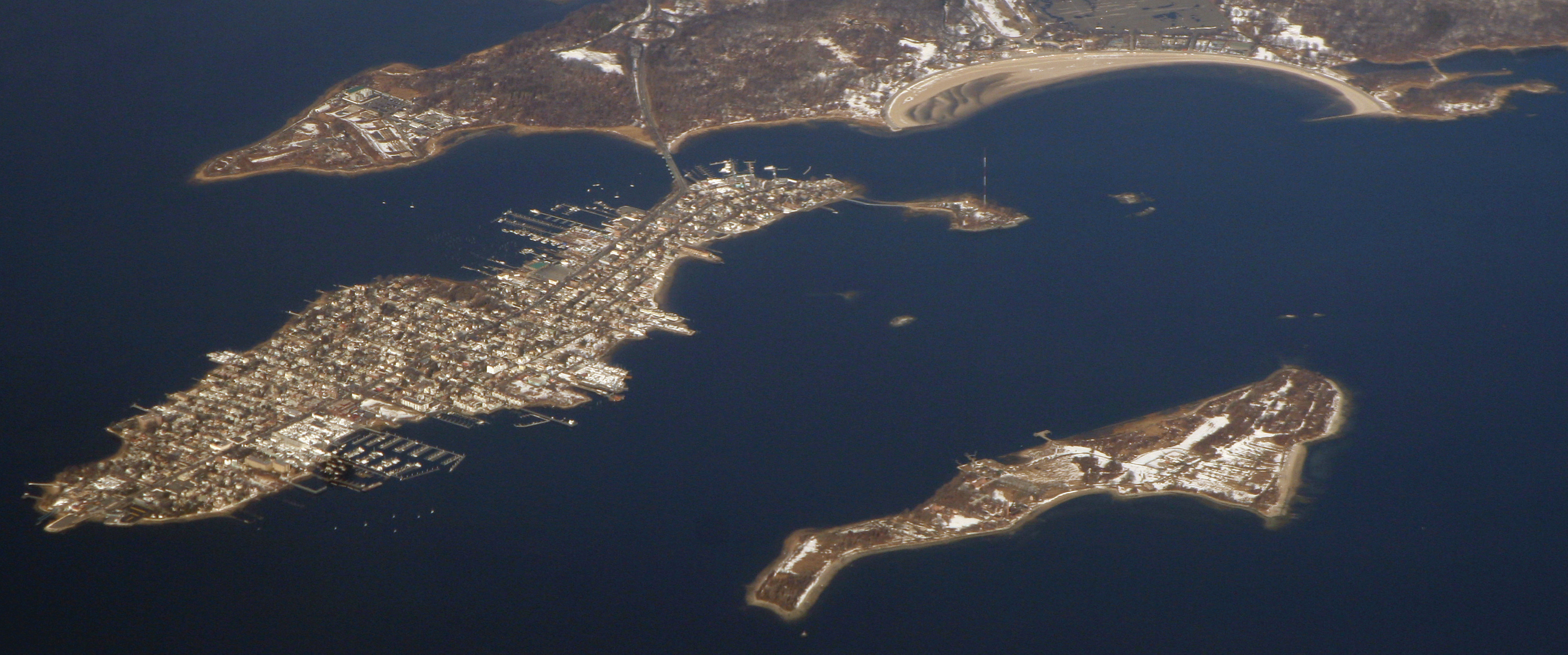
Légifelvétel a szigetről, Hart Island a jobb alsó sarokban, City Island baloldalt, felül Bronxnak egy része látható. (2010)
- COVID-19 járvány alatt temetések a Hart Island-on